# Büdelberg
Büdelberg är ett berg i Antarktis. Det ligger i Sydshetlandsöarna. Argentina, Chile och Storbritannien gör anspråk på området. Toppen på Büdelberg är 4 meter över havet. Büdelberg ligger vid sjön Kiteschbach.
Terrängen runt Büdelberg är platt österut, men söderut är den kuperad. Havet är nära Büdelberg västerut. Trakten är glest befolkad. Närmaste befolkade plats är Escudero Station, 1,9 kilometer öster om Büdelberg. 